# Елба (Алабама)
Елба (енгл. Elba) град је у америчкој савезној држави Алабама. По попису становништва из 2010. у њему је живело 3.940 становника.

## Демографија
Према попису становништва из 2010. у граду је живело 3.940 становника, што је 245 (5,9%) становника мање него 2000. године.
| Група             | 2000.         | 2010.         |
| Белци             | 2.656 (63,5%) | 2.435 (61,8%) |
| Афроамериканци    | 1.435 (34,3%) | 1.351 (34,3%) |
| Азијати           | 1 (0,0%)      | 12 (0,3%)     |
| Хиспаноамериканци | 43 (1,0%)     | 45 (1,1%)     |
| Укупно            | 4.185         | 3.940         |